# Go! Mokulele

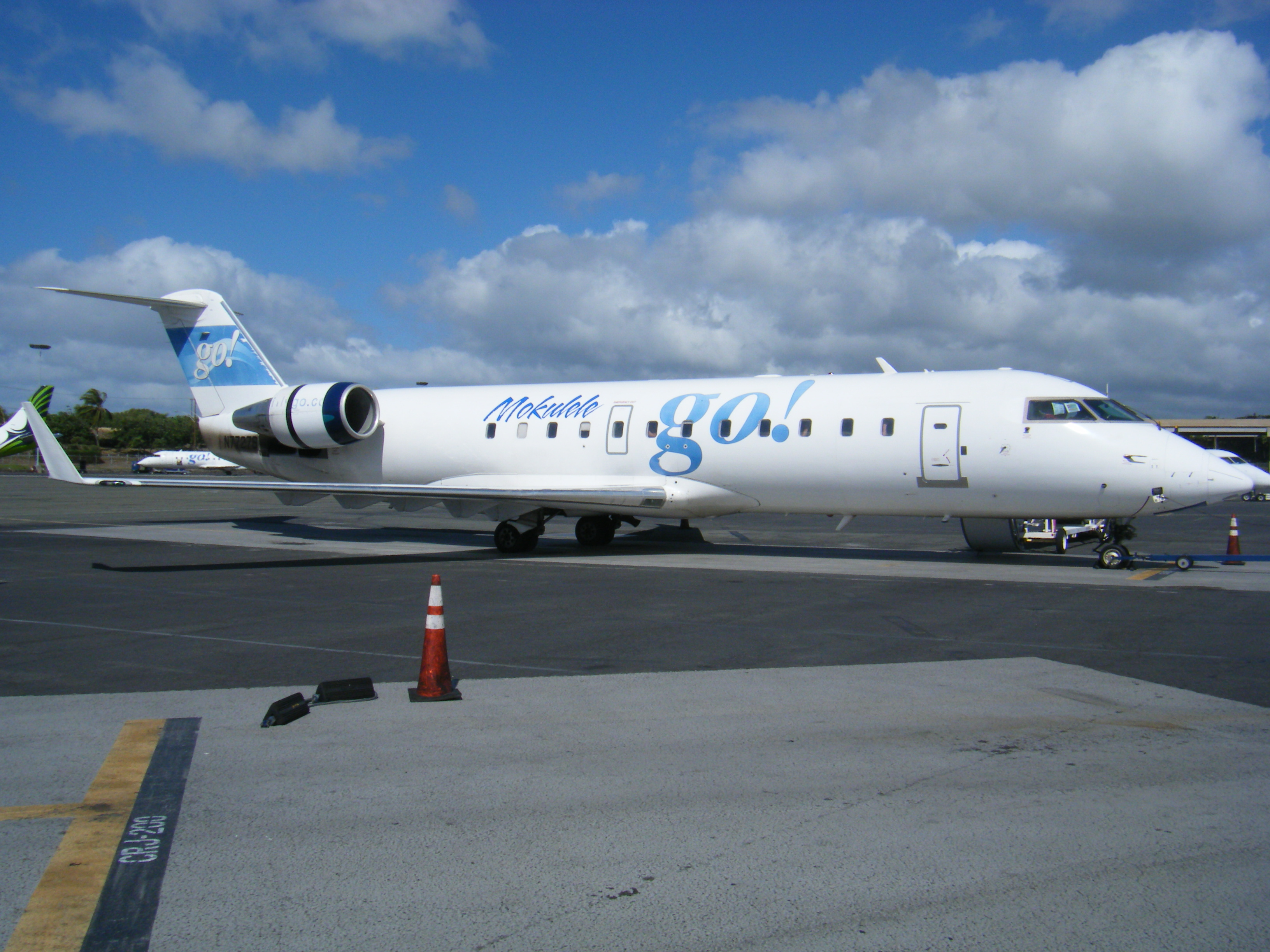
CRJ-200 авиакомпании Mesa Airlines под брендом go! Mokulele в международном аэропорту Гонолулу

go! Mokulele — совместная торговая марка (бренд) двух региональных авиакомпаний США Mesa Airlines и Mokule Flight Services, под которой осуществляются регулярные пассажирские перевозки между основными аэропортами Гавайских островов. Была сформирована в октябре 2009 года путём объединения в зонтичную компанию двух остро конкурировавших на рынке коммерческих перевозок Гавайев дочерних подразделений go! и Mokulele Airlines авиакомпаний Mesa и Mokulele соответственно.
Авиахолдингу Mesa Air Group принадлежит 75% собственности зонтичной компании, владельцам Transpac и Mokulele — остальные 25%. Штаб-квартира компании находится в Гонолулу, главными транзитными узлами (хабами) являются международный аэропорт Гонолулу и международный аэропорт Кона.
В конце 2011 года Mesa Air Group провела реструктуризацию собственных активов, после чего руководство холдинга заявило о прекращении использования бренда go! Mokulele, однако по состоянию на конец июня 2012 года компания продолжает операционную деятельность в полном объёме.
go! Mokulele не имеет собственного сертификата эксплуатанта, все рейсы выполняются под сертификатами и позывными Mesa Airlines и Mokulele Airlines.

## Маршрутная сеть
Все пункты назначения регулярных пассажирских перевозок компании go! Mokulele находятся на Гавайских островах (США):
| Остров  | Город       | Аэропорт                        | Оператор Mesa Airlines | Оператор Mokulele Airlines | Примеч. |
| Гавайи  | Хило        | международный аэропорт Хило     | Да                     | Нет                        |         |
| Гавайи  | Каилуа-Кона | международный аэропорт Кона     | Да                     | Да                         |         |
| Кауаи   | Лихуэ       | аэропорт Лихуэ                  | Да                     | Нет                        |         |
| Ланаи   | Ланаи       | аэропорт Ланаи                  | Нет                    | Да                         | [ 4 ]   |
| Мауи    | Кахулуи     | аэропорт Кахулуи                | Да                     | Да                         |         |
| Молокаи | Холехуа     | аэропорт Молокаи                | Нет                    | Да                         |         |
| Оаху    | Гонолулу    | международный аэропорт Гонолулу | Да                     | Да                         |         |